# 바가텔, 작품 번호 119 (베토벤)
《열한 개의 새로운 바가텔, 작품 번호 119》는 1790년대와 1820년대 사이에 루트비히 판 베토벤에 의해 쓰인 작품이다.

## 역사
1803년 말, 베토벤은 이미 1번부터 5번까지의 바가텔을 스케치 했다(그가 출판한 적이 없는 피아노를 위한 다른 여러 단편과 함께). 1820년, 그는 작품 번호 119의 마지막 다섯 개의 바가텔을 작곡했고, 1821년에 다섯 개의 바가텔을 세트로 출판했다. 그 다음 해, 그는 그의 오래된 바가텔 스케치를 수정하여 출판을 위한 새로운 컬렉션을 만들고, 1822년 말에 작곡된 6번 바가텔을 추가했다. 이후 그는 출판을 위해 아직 출판되지 않은 7-11번과 함께 이 6종 세트를 1823년에 영국으로 보냈다. 영국 출판사는 열한 개의 모든 바가텔을 하나의 컬렉션으로 함께 인쇄했는데, 이것이 작곡가의 의도를 어느 정도 나타내고 있는지는 알 수 없다. 일부 학자들은 작품 번호 119—1~6번와 7~11번을 별도의 컬렉션으로 생각하는 것이 좋다고 말한다. 하지만, 베토벤이 1822년 말에 6번을 작곡했을 때, 그는 이미 11개의 곡을 모두 영국으로 보낼 계획을 세웠을 수도 있다. 이 경우 6번은 전자의 5번의 결말이 아니라 후자의 5번의 결말이 되었을 것이라고 생각해 볼 수 있다. 6번과 7번 사이의 핵심 관계와 주제적 유사성은, 이후 서신에서 베토벤이 영국에서 바가텔이 출판된 방식에 대한 만족만을 표명했다는 사실과 함께 이 가설을 뒷받침한다.

## 양식
작품은 일반적으로 약 14분 동안 지속된다.
1. 사장조. Allegretto
2. 다장조. Andante con moto
3. 라장조. A l'Allemande
4. 가장조. Andante cantabile
5. 다단조. Risoluto
6. 사장조. Andante — Allegretto
7. 다장조. Allegro, ma non troppo
8. 다장조. Moderato cantabile
9. 가단조. Vivace moderato
10. 가장조. Allegramente
11. 내람나장조. Andante, ma non troppo

미뉴에트인 첫 번째 바가텔은 사단조의 우울한 주제로 시작되며, 전체적으로 자주 반복된다. 내림나장조의 두 번째 주제가 소개된 다음. 잊혀지지 않는 패시지가 첫 번째 주제의 반복으로 이어지고, 그 다음에는 해당 주제에 대한 변주가 이어진다. 작품은 다단조의 첫 번째 주제를 다시 서술한 후에 사단조로 다시 전조한 다음 피카르디 3도로 마무리 한다.

## 같이 보기
- 바가텔, 작품 번호 33
- 바가텔, 작품 번호 126